# Into the Badlands
Into the Badlands je americký akční televizní seriál tvůrců Alfreda Gougha a Milese Millara, který měl premiéru 15. listopadu 2015 na stanice AMC. Seriál se zaměřuje na bojovníka a chlapce, kteří putují nepokojmi zmítanou zemí, ovládanou feudálními barony. Jejich cílem je nalézt osvícení. Roku 2017 bylo stanicí AMC oznámeno, že seriál získal druhou řadu s deseti díly, která měla premiéru 19. března 2017. 25. dubna 2017 seriál získal třetí řadu s 16 díly, jejíž premiéra se uskutečnila 22. dubna 2018.
V Česku je seriál premiérově vysílán od 16. listopadu 2015 na české verzi stanice AMC. Dne 9. února 2019 stanice AMC zrušila seriál po třech řadách. Devátý díl třetí řady měl premiéru 24. března 2019 a poslední šestnáctý díl měl premiéru 6. května 2019.

## Příběh
Úvodní vyprávění namluvil M.K. (Aramis Knight): 
| „ | Války se odehrály tak dávno, že si je nikdo ani nepamatuje. Temnota a strach vládly až do časů baronů, sedmi mužů a ženy, kteří z chaosu vytvořili řád. Lidé se s nimi spojili kvůli ochraně. Totou ochranou se stalo otroctví. Zakázali používání střelných zbraní a vycvičili armády smrticích bojovníků, které nazvali Smťáci/Clippers. Tento svět je vybudován z krve. Nikdo zde není nevinný. Vítejte v Badlands. | “ |

Seriál se odehrává v postapokalyptickém světe přibližně 500 let od válek, které zanechaly původní svět a civilizaci v ruinách. Mnoho z dřívějších technologií tuto apokalypsu přežilo, například elektřina či vozidla, avšak současná společnost zakázala používání střelných zbraní a zaměřila se na meče, katany, sekery a kuše.
Na území známém jako Badlands, kde se nacházel bývalý stát Oklahoma, vznikla nová feudální společnost. Aby se zde udržel mír, tak baroni, kteří ovládají veškerou půdu a monopoly, mezi sebou obchodují – například palivem či opiem. Každému baronu slouží řady otroků/Cogs a prostitutky/Dolls. Zkušení a věrní bojovnicí nazývající se Smrťáci/Clippers zas slouží baronu k udržování míru a moci – Smrťáci mají zakázáno mít děti, aby byli vždy loajální svému baronu. Více Smrťáků pak tvoří skupiny, které mají na starosti regenti.
Mimo hierarchii baronů žijí v Badlands i Nomádi, kteří často přepadávají obchodní karavany. Někdy však tvoří i civilizované a neutrální kmeny. Říční Král/The River King spolu s jeho muži zajišťuje obchod přes řeku a jsou považování za neutrální stranu. Asketické náboženské hnutí nazývající se Totemisté žije na okraji společnosti, ale v civilizovaných komunitách, kde uctívají totemy (symboly). Vdova/The Widow vede proti ostatním baronům revoluci. Ačkoli zabila svého manžela barona a stala se tak baronkou, ostatní strany ji neuznávají a pohrdají jí.
O území mimo Badlands je známo málo, ale předpokládá se, že tam vládne chaos a příroda je zcela zničená. Někteří se však domnívají, že se tam nachází mytické utopické město Azra. To je většinou lidí odmítáno a bráno jako legenda.

## Obsazení

### Hlavní role
- Daniel Wu jako Sunny: regent a Smrťák/Clipper barona Quinna, který je zběhlý v několika druzích bojových umění a používání zbraní - je považován za nejnebezpečnějšího Smrťáka v Badlands.
- Orla Brady jako Lydia: Quinnová první žena, která je jeho nejdražším a nejoddanějším následovníkem. Po jeho smrti se spojuje s Vdovou/The Widow, stane se jejím místokrálem a převezme Quinnovo panství, aby mohla stále produkovat mák. Také přijímá nový symbol a to bílého koně na zeleném podkladu (praporu).
- Sarah Bolger jako Jade: Quinnova nová žena, která ráda manipuluje s ostatními. Později se vdá za svého nevlastního syna Rydera, jelikož předpokládá, že je Quinn mrtev. (1.-2. řada)[6]
- Aramis Knight jako M.K.: průměrně dospívající chlapec, ve kterém číhá temná energie, jíž chce Vdova využít jako zbraň.
- Emily Beecham jako Minerva: lépe známa jako Vdova/The Widow je nejnovějším baronem a brilantní bojovníci. Jejím symbolem je bílý motýl na světlé modrém pozadí (praporu), který představuje transformaci z nevýznamnosti na krásu a moc. Její území produkuje surovou ropu.
- Oliver Stark jako Ryder: Quinnův jediný syn, který se po otcově předpokládané smrti stává baronem a vezme si svoji nevlastní matku Jade. (1.-2. řada)[6]
- Madeleine Mantock jako Veil: doktora, která se tajně vídá se Sunnym. (1.-2. řada)[6]
- Ally Ioannides jako Tilda: dobře vytrénovaná mladistvá zabijačka, která je Vdovinou adoptovanou dcerou. Později se stane regentem.
- Marton Csokas jako Quinn: prominentní baron a bývalý Smrťák. Jeho baronským symbolem je bílý pásovec na červeném podkladu (praporu). Jeho teritorium produkuje mák, ze kterého se dělá opium. (1.-2. řada)[10][6]
- Nick Frost jako Bajie: pletichář, který se spojí se Sunnym. (2.-3. řada)[11][6]
- Babou Ceesay jako Pilgrim: sám sebou popisovaný jako "syn Azry". Je vůdcem další skupiny Totemistů, kteří  chtějí v Badlands vytvořit novou Azru. Pilgrim může ovládat lidi s Darem, včetně Nix, Castora a M.K. (3. řada)[12]
- Lorraine Toussaint jako Cressida: vysoká kněžka Pilgrima a jeho následovníků. (3. řada)[13]
- Ella-Rae Smith jako Nix: Pilgrimova následovnice s Darem. Jejím kamarádem je Castor. (3. řada)[12]
- Sherman Augustus jako Nathaniel Moon: bývalý Smrťák, jež zabil přes 1000 lidí. Poté, co bojoval a prohrál se Sunnym, chtěl čestně zemřít, avšak místo toho mu Baije usekl ruku. Později se stává regentem Vdovy, který má za úkol najít Sunnyho. (2. řada hostující; 3. řada hlavní)[12]

### Vedlejší role
- Mike Seal jako Petri: jeden z prvních Quinnových Smrťáků. (1. řada)
- Stephen Lang jako Waldo: bývalý, paraplegický Quinnův regent, který se později spojil s Vdovou. (1.-2. řada)
- Teressa Liane jako Angelica: prostitutka a špionka Vdovy. (1. řada)
- Edi Gathegi jako Jacobee: baron, který s Quinnem tvořil alianci. Jeho baronským symbolem je vzor modrého a zeleného tartanu. Na jeho území se nacházejí doly. (1. řada)
- Lance E. Nichols jako Řiční Král/The River King: dovozce a vývozce zboží a otroků/Cogs přes řeku v Badlands. (1. a 3. řada)
- Lance Henriksen jako Penrith: Lydiin otec a vůdce náboženské kultu Totemistů. (1.-2. řada)
- Cung Le jako Cyan: hlavní opat, jež spolu s ostatními opaty, Ramonou a Durym, hledá lidi s darem. (2. řada)
- Eve Connolly jako Ava: bojová instruktorka, která trénuje s M.K. (2. řada)
- Stephen Walters jako Engineer: šéf horníků v dolech Bordeaux. (2. řada)
- Chipo Chung jako Mister/Master: vůdce opatů, kteří trénují M.K., aby dokázal ovládat svůj dar. (2.-3. řada)
- Maddison Jaizani jako Odessa: bývalá prostitutka/Doll, která se stane jedním z Motýlků/Butterflies Vdovy. Později políbí Tildu a stane se její milenkou. (2.-3. řada)
- Eleanor Matsuura Juliet Chau: baronka, která prahne po Qionnově hlavě. Jejím baronským symbolem je černá liška na krémovém podkladu (praporu) a její baronskou barvou je nejčastěji bílá. Ostatním územím zajišťuje otroky. (2.-3. řada)
- Dean-Charles Chapman jako Castor: Pilgrimův následovník s Darem. Jeho kamarádkou je Nix. (3. řada)[12]
- Lewis Tan jako Gaius Chau: bratr Juliet Chauové, který se v dětství přátelil s Minervou. (3. řada)[12]
- Thom Ashley jako Eli: nováček a bojovník s darem. Skamarádil se s M.K. (3. řada)
- Sophia Di Martino jako Lily: pašeračka a bývala manželka Bajieho. (3. řada)
- Eugenia Yuan jako Kannin: sestra Sunnyho a členka Černého lotusu/Black Lotus. (3. řada)

## Přehled řad
| Řada | Díly | Premiéra v USA     | Premiéra v USA    |
| Řada | Díly | První díl          | Poslední díl      |
| ---- | ---- | ------------------ | ----------------- |
| 1    | 6    | 15. listopadu 2015 | 20. prosince 2015 |
| 2    | 10   | 19. března 2017    | 21. května 2017   |
| 3    | 16   | 22. dubna 2018     | 6. května 2019    |

### Vysílání
V Austrálii měl seriál premiéru dne 17 listopadu 2015 na australské verzi stanice Showcase. V Německu, Rakousku, Itálii a Spojeném království je seriál dostupný skrze Amazon Prime Instant Video, přičemž každý díl je přístupný den po americké premiéře. BBC America začalo seriál vysílat po dvou dílech od 20. srpna 2016 ve 22:00 EST.
V Česku je seriál premiérově vysílán od 16. listopadu 2015 na české verzi stanice AMC. První řada měla premiéru 16. listopadu 2015, druhá 20. března 2017 a třetí 23. dubna 2018.

## Produkce

### Vývoj
Seriál je popisován jako „série žánrových bojových umění“ a je volně založen na několika čínských příbězích, jako je například Into the West nebo Shogun Assassin. Producenti se také rozhodli seriál zasadit do budoucnosti a to bez střelných zbraní, přičemž k tomutu se vyjádřil jeho tvůrce Alfred Gough: „Jak sakra můžeš udělat dobré bojové umění, když všichni mají zbraně?“ Dne 11. července 2014 stanice AMC objednala šest hodinových dílů akčního dramatu u produkční společností AMC Studios, jejichž premiéra byla stanovena na konec roku 2015 či 2016. Výkonný producent Stephen Fung pracoval na seriálu také jako režisér akčních a bojových scén spolu s Ku Huen-chiu, hongkongským veteránem v choreografii.

### Casting
Dne 19. srpna 2016 byl do role hlavní postavy druhé řady Bajieho obsazen Nick Frost. V průběhu srpna 2017 bylo oznámeno, že se k hlavnímu obsazení třetí rady připojila Lorraine Toussaint, představitelka Cressidy. Dne 26. září 2017 bylo oznámeno, že součástí hlavního obsazení třetí řady bude Babou Ceesay jako Pilgrim a Ella Rae-Smith jako Nix. Sherman Augustus, který se poprvé objevil ve druhé řadě, byl povýšen na hlavní postavu. Mezi vedlejší postavy pak přibyly Dean-Charles Chapman jako Castor a Lewis Tan jako Gaius Chau.
Tvůrcům trvalo nejméně čtyři měsíce, než našli do role Sunnyho Daniela Wu. Desítky žadatelů pocházely jak se Spojených států, tak i z Evropy, Asie a Austrálie, avšak nikdo z nich nedokázal propojit bojové umění a herectví. Daniel Wu započal svou kariéru v bojových uměních, ale odešel a začal hledat svoji finální roli, než by se stal příliš starým na požadované bojové scény. Zpočátku byl neochotný přijmout roli kvůli fyzické námaze: „Když jsem začal se seriálem, tak mi bylo 40 let a nebyl jsem si jistý, jestli to moje tělo zvládne“. Dodal, že potřeboval zintenzívnit své tréninky, aby se připravil na svou roli.

### Natáčení
Natáčení první řady probíhalo v New Orleans a poblíž bývalé vojenské základny Fort Macomb ve státě Louisiana. Druhá řada se natáčela v Dublinu a přístavním městě Wicklow, které sloužilo pravděpodobně jako kulisa pro mytické město Azra. Natáčení druhé řady začalo v srpnu 2016 a trvalo 16 týdnů. Poslední scény se natáčely v okolí Moherských útesů na západě Irska. Původně se plánovalo natáčet druhou řadu na Novém Zélandu.

### Hudba
Mike Shinoda, člen studia Linkin Park, je tvůrcem hlavní znělky seriálu. Na hudbě první řady pracoval skladatel Dave Shephard.  Od druhé do tředí řady seriálu pracoval na hudbě i Trevor Yuile. 
Soundtrack Shephardovy hudby obsahující 26 skladeb první řady byl vydán 20. dubna 2018 hudebním vydavatelstvím Varèse Sarabande. Dne 10. srpna 2018 byl vydán Varèse Sarabande druhý soundtrack, který obsahuje 26 dílů druhé řady, a složil ho Trevor Yuile.

## Vydání
Propagační plakáty seriálu byly zveřejněny na konci června 2015. Následující měsíc byl uveden trailer na San Diego Comic-Con. Dne 26. března 2018 byl zveřejněn trailer třetí řady.

## Nominace a ocenění
| Rok  | Ocenění     | Kategorie                         | Oceněný           | Výsledek | Zdroj  |
| ---- | ----------- | --------------------------------- | ----------------- | -------- | ------ |
| 2018 | Cena Saturn | Nejlepší akční/thrillerový seriál | Into the Badlands | nominace | [ 33 ] |